# (13226) Soulié
(13226) Soulié, désignation internationale (13226) Soulie, est un astéroïde de la ceinture principale.

## Description
(13226) Soulie est un astéroïde de la ceinture principale. Il fut découvert le 20 septembre 1997 à l'Observatoire d'Ondřejov par Lenka Šarounová. Il présente une orbite caractérisée par un demi-grand axe de 2,97 UA, une excentricité de 0,07 et une inclinaison de 9,1° par rapport à l'écliptique.

## Compléments